# Micropleura flabellifolia
Micropleura flabellifolia är en flockblommig växtart som beskrevs av Mildred Esther Mathias. Micropleura flabellifolia ingår i släktet Micropleura och familjen flockblommiga växter. Inga underarter finns listade i Catalogue of Life.